# Montrose (band)
Montrose was een Amerikaanse hardrockband rond de gitarist Ronnie Montrose, die in 1973 in Californië werd geformeerd. De zanger Sammy Hagar, die in 1976 de groep verliet voor een solocarrière en in 1986 een vervanger werd van David Lee Roth bij Van Halen, die deze band ook verliet vanwege onenigheid, werd erg beroemd.

## Bezetting
Oprichters
- Ronnie Montrose (gitaar)
- Sammy Hagar (zang)
- Bill Church (basgitaar)
- Denny Carmassi (drums)

Laatste bezetting
- Ronnie Montrose (gitaar)
- Johnny Edwards (zang)
- Glenn Letsch (basgitaar)
- James Kottak (drums)

Voormalige leden
- Jin Alcivar (keyboards, 1975–1977)
- Randy Jo Hobbs (basgitaar, 1975–1977)
- Bob James (zang, 1974–1977)
- Denny Carmassi (drums, 1973–1976)
- Alan Fitzgerald (basgitaar, 1973–1975)
- Sammy Hagar (zang, 1973–1974)
- Bill Church (basgitaar, 1973)

Liveleden 2002
- Ronnie Montrose (gitaar)
- Keith St. John (zang)
- Chuck Wright (basgitaar)
- Pat Torpey (drums)

## Geschiedenis
Montrose is genoemd naar de leider en gitarist Ronnie Montrose (1947-2012). Aanvankelijk huurde hij zichzelf in als sessiemuzikant bij Van Morrison en de Edgar Winter Group. Met Bill Church (bas), Denny Carmassi (drums) en Sammy Hagar (zang) richtte hij Montrose op. Het eerste titelloze album werd uitgebracht in het eerste jaar van de nog jonge geschiedenis van de band. Hoewel het album nooit een belangrijke plaats op de hitlijst bereikte, werd het in 1986 in Amerika bekroond met platina. Bill Church stapte toen uit de band en werd vervangen door Alan Fitzgerald. De opvolger Paper Money (#65 in de Amerikaanse Billboard Charts) verscheen in 1974. Door spanningen met Ronnie Montrose verliet Hagar kort daarna de band en begon een succesvolle solocarrière. Voor hem kwam Bob James in de band en zong op het volgende album Warner Bros. Presents ... Montrose! (1975). De producent was Ronnie Montrose zelf en het album bereikte #79 in de Amerikaanse hitlijsten. Nadat het album Alan Fitzgerald uitkwam, verscheen hij later bij de band Night Ranger.
Het album Jump on It werd in 1976 gemaakt met Randy Jo Hobbs (bas) en Jin Alcivar (keyboards) als vervanging, Carmassi stapte uit en sloot zich aan bij de nieuw geformeerde band van Sammy Hagar. Montrose zette de band op ijs en richtte Gamma op. In 1987 blies hij Montrose nieuw leven in met een compleet nieuwe bezetting en bracht hij het album Mean uit. In 1997 bracht Hagar de single Little White Lie uit. De B-kant Rock Candy is opgenomen met de oorspronkelijke bezetting van Montrose. Om de beste compilatie van 2000 te promoten, toerde Ronnie Montrose in 2002 met Chuck Wright (bas, Quiet Riot), Pat Torpey (drums, Mr. Big) en zanger Keith St. John (Burning Rain). Oorspronkelijk zou een studioalbum worden uitgebracht, maar de plannen mislukten. Ronnie Montrose, die jarenlang aan alcoholisme en depressie leed en in 2009 de diagnose prostaatkanker kreeg, speelde voor het laatst bij de synth-rockband Anti-M en schoot zichzelf dood op 3 maart 2012.

## Ontvangst
Montrose is de eerste hardrockband uit de Verenigde Staten die het opneemt tegen de Britse voorouders Black Sabbath en Deep Purple. Het eerste album wordt nu beschouwd als een klassieker in de Amerikaanse rockgeschiedenis en het eerste heavy metal-album uit de Verenigde Staten. Montrose wordt beschouwd als een van de meest invloedrijke Amerikaanse bands van zijn tijd. De opvolger Paper Money kon de kwaliteit van het debuut volgen, maar de andere albums hadden steeds minder van de muzikale innovaties van het debuut en leden vooral onder de muzikale inconsistentie, die al zichtbaar was in de bezettingswisselingen.

## Discografie
- 1973: Montrose
- 1974: Paper Money
- 1975: Warner Brothers Presents... Montrose!
- 1976: Jump On It
- 1978: Open Fire
- 1987: Mean
- 2000: The Very Best of Montrose

Deluxe-edities zijn ook beschikbaar voor de eerste 5 publicaties, die naast remastering ook nieuw artwork en wat bonusmateriaal bevatten, zoals demo-opnamen of radio-opnamen